# 大霍維利夫
49°13′40″N 25°52′8″E / 49.22778°N 25.86889°E
大霍維利夫（羅馬化：Velykyi Hovyliv）是烏克蘭西部捷爾諾波爾州捷尔诺波尔区霍羅斯特基夫市鎮的村莊，始建於1564年，面積2.85平方公里，海拔高度335米，2001年人口1,173，人口密度每平方公里412.3人。